# Xinzhuang (köpinghuvudort i Kina, Jiangsu Sheng, lat 31,54, long 120,69)
Xinzhuang (kinesiska: 辛庄镇) är en köpinghuvudort i Kina. Den ligger i provinsen Jiangsu, i den östra delen av landet, omkring 190 kilometer öster om provinshuvudstaden Nanjing. Antalet invånare är 95 669. Befolkningen består av 47 660 kvinnor och 48 009 män. Barn under 15 år utgör 8,0 %, vuxna 15-64 år 79 %, och äldre över 65 år 11,0 %.
Runt Xinzhuang är det tätbefolkat, med 762 invånare per kvadratkilometer. Närmaste större samhälle är Changshu City, 13,1 km norr om Xinzhuang. Trakten runt Xinzhuang består till största delen av jordbruksmark.
Genomsnittlig årsnederbörd är 1 661 millimeter. Den regnigaste månaden är juni, med i genomsnitt 221 mm nederbörd, och den torraste är december, med 59 mm nederbörd.